# Quartier latin de Liège
Het Quartier latin (ook: l'Île) is een buurt (lieu-dit) in het centrum van de Belgische stad Luik.
De benaming l'Île komt voort uit het feit dat het vroeger een eiland was, omsloten door de Maas en de Sauvenière, welke laatste een Maasmeander was die dwars door het centrum van Luik stroomde en via een aantal zijtakken weer in de Maas uitkwam. In 1845 was deze meander geheel overkluisd en kwamen daar boulevards.

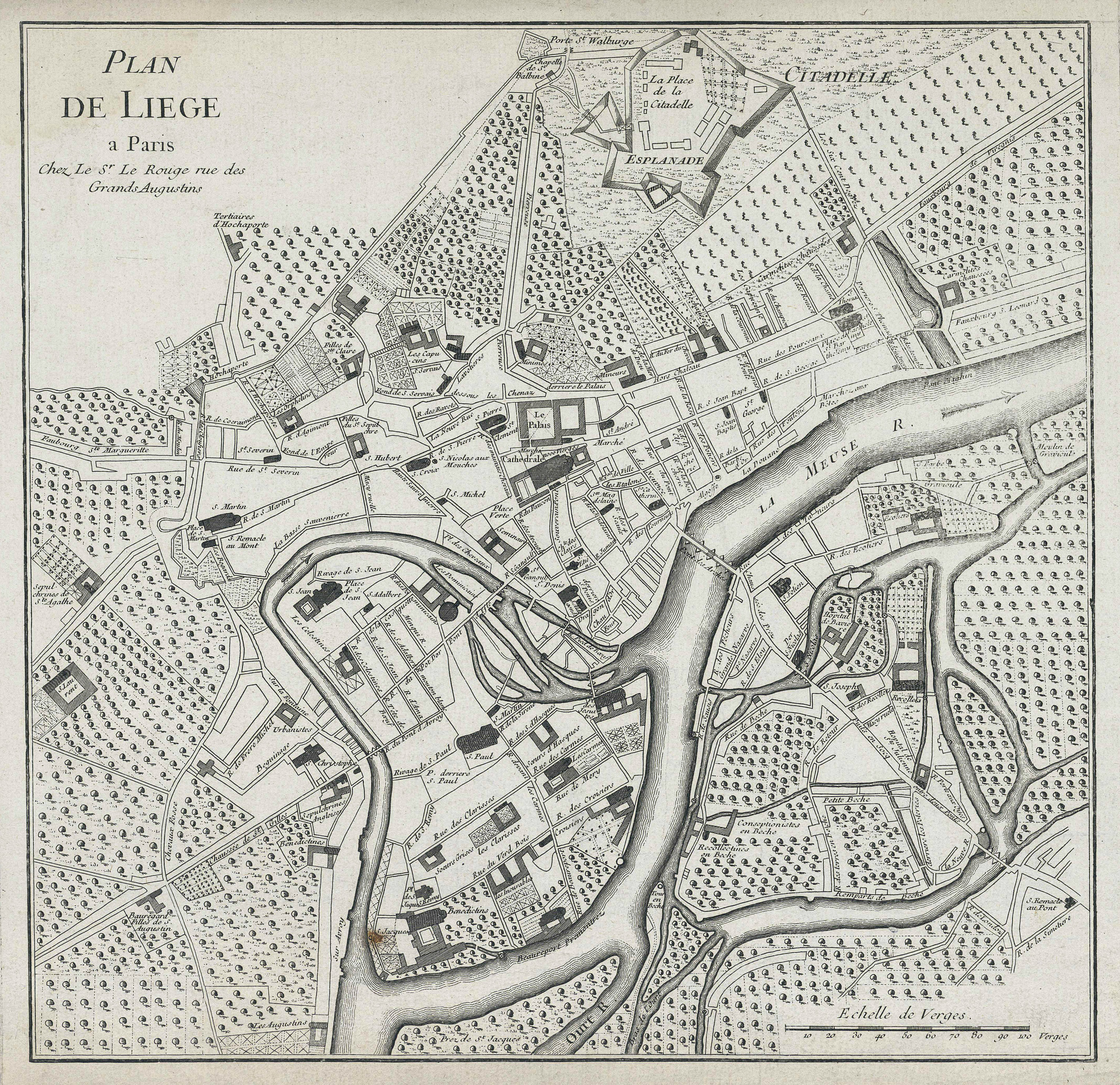
Luik rond 1750 met de Maas en links de Sauvenière

De Universiteit van Luik vindt zijn oorsprong (1817) in deze wijk, en wel aan het Place du Vingt-Aôut, voorafgegaan door het (jezuïeten)-Collège en Isle de Liège (1582-1773). Later zijn er vele universiteitsgebouwen bijgekomen, en hoewel een groot deel van de universiteit verhuisd is naar Val-Benoît (1930) en Sart-Tilman (1967), zijn er ook in l'Île veel universiteitsgebouwen overgebleven en wordt de wijk gekenmerkt door studentenleven, vandaar de naam "Quartier Latin de Liège".
Er zijn veel uitgaansgelegenheden: cafés en restaurants en het Théâtre de Liège, onder andere.

## Kerken
- De Sint-Corneliuskerk (Église Saint-Corneille), de kerk van de Abdij van Beaurepart
- De Sint-Jacobskerk
- De Sint-Janskerk
- De Sint-Pauluskathedraal